# RWS

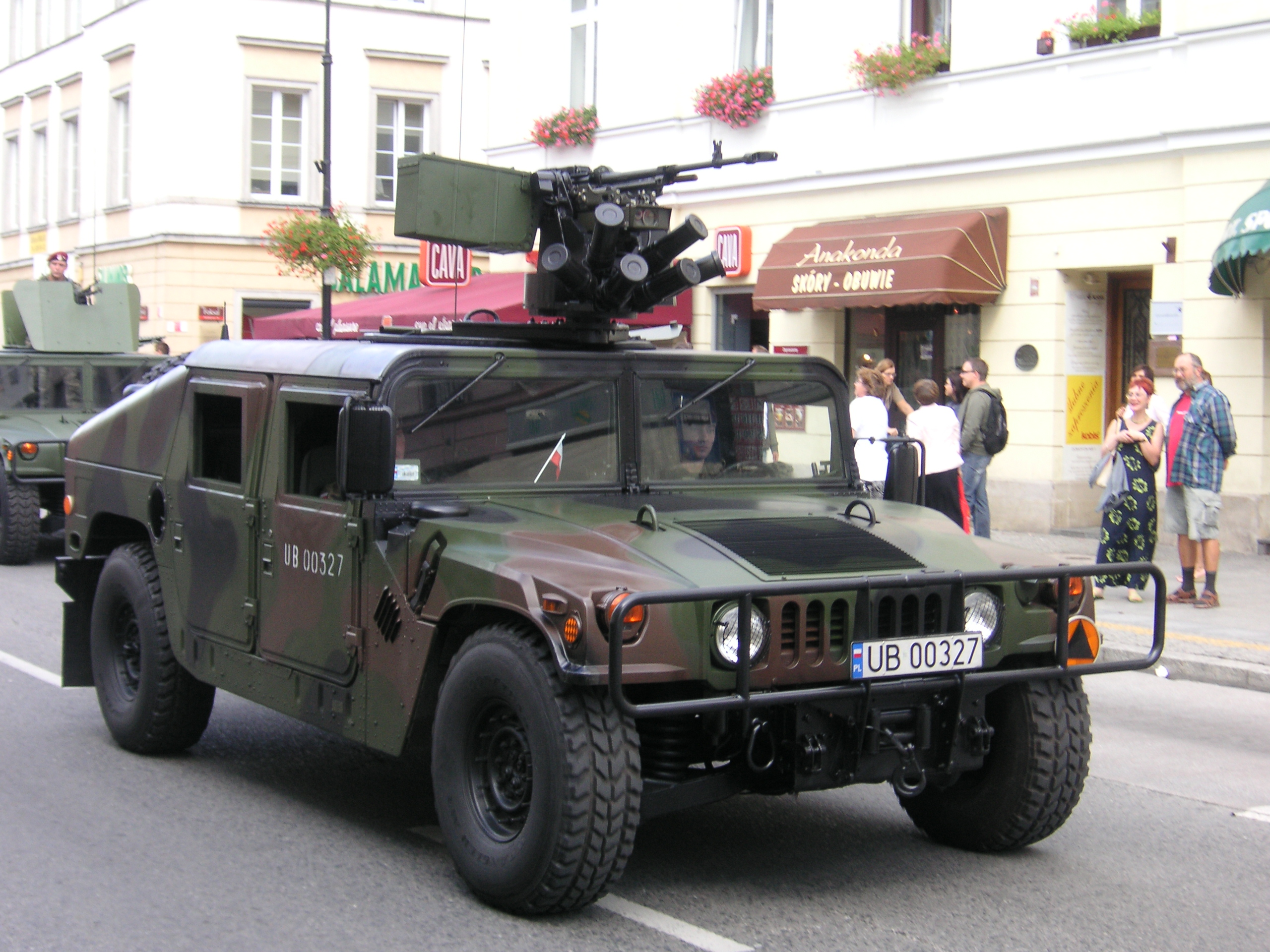
ZSMU Kobuzを装備したハンヴィー

RWS（Remote Weapon System、Remote Weapon Station）は、軍用装甲車などの装甲戦闘車両や軍艦に装備されている遠隔操作式の無人銃架・砲塔の事を指す。
RCWS（Remote Controlled Weapon System/Station）やOWS（Overhead Weapon Station）とも呼ばれる。防衛省ではリモートウェポンステーションと訳している。
21世紀に入って実戦で使用された新しい兵器である。代表的なRWSは、市街戦などにおいて、車外に身を晒して対人銃器を操作する乗員の被害が多いことへの対策としてイスラエルのラファエル社でラファエル OWSが開発され、その後、各国で同様のものが開発・配備されている。近年のエレクトロニクス、ロボティクスの急速な進歩に後押しされて急ピッチで大型高機能化が進みつつあり、機関砲と複数のミサイルを装備する複合砲塔も現れている。

## 用途

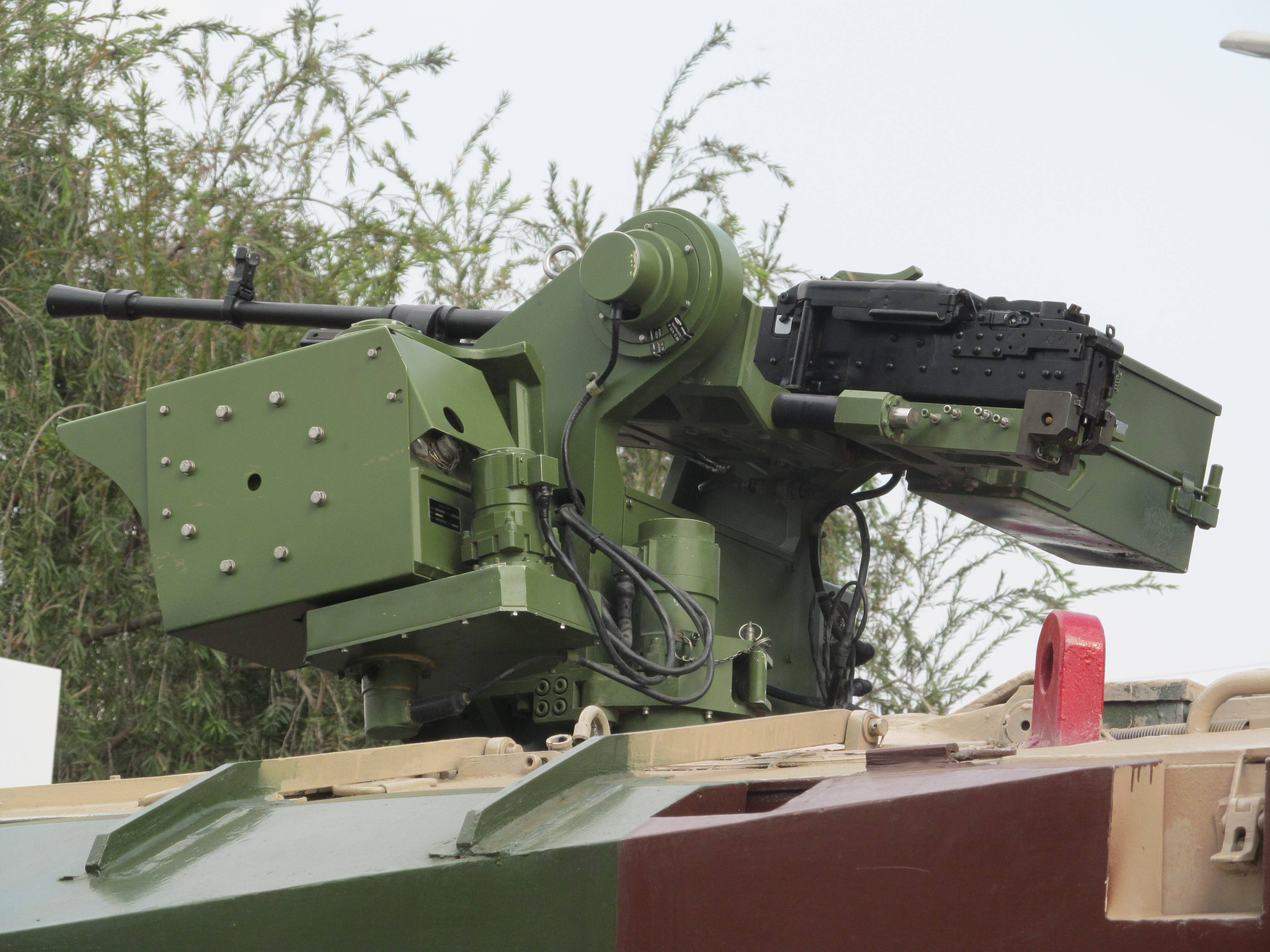
アージュンMk-IIの砲塔上部に搭載されたRWS。引き金が隠れているため直接操作は不可

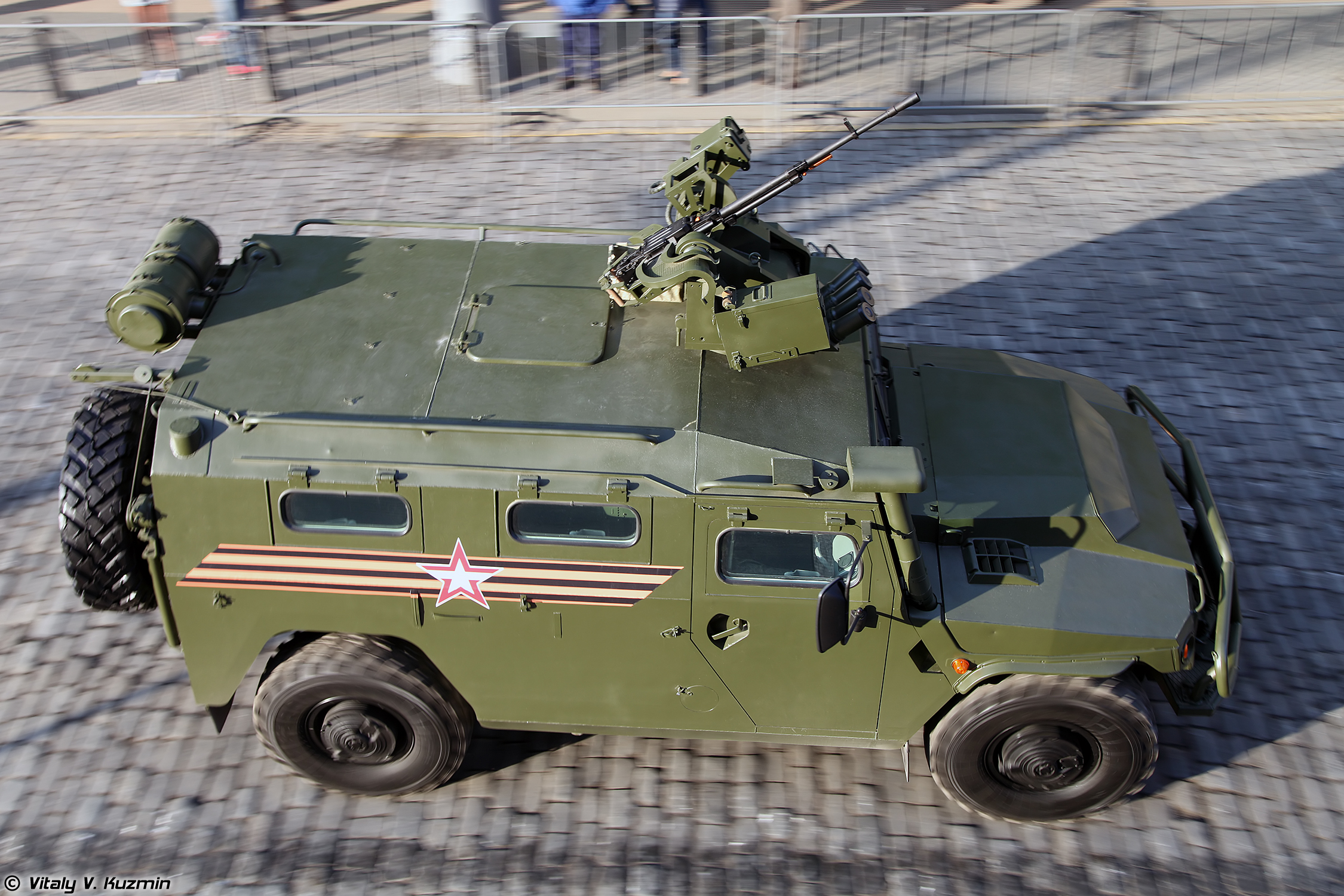
アルバレット-DMを搭載したティーグル

市街地など待ち伏せを受けやすい場所では、機銃手が車外に露出して警戒すると狙撃されたり、路肩爆弾などに巻き込まれる危険があるため、射手の周囲を覆うOGPKが開発されたが、装甲板が防げるのは小銃弾程度であり、上部が開放されていたため手榴弾や火炎瓶などを投げ込まれる恐れもあった。このため兵士を外に出さず車内から搭載カメラの映像を見ながら操作を行い、安全に攻撃を行う事ができる装置の需要が生まれた。このため現行でRWSは軽装甲の小型車両に搭載されることを前提とした設計が多い。基本的にオペレータが車内から操作するため引き金は露出していないが、アルバレット-DMは本体の後部から搭載したKord重機関銃の操作が可能であるなど銃架としても使える設計もある。
戦車や歩兵戦闘車のように積極的な攻撃意図をもって装甲車両と交戦する戦闘車両は、敵歩兵の肉薄を防ぐため銃眼の他にリモート機銃を備えることもあったが、砲塔には主砲同軸機銃を備えていることが多い上、機銃の照準をペリスコープ越しに合わせるため命中率は低く、あくまで歩兵を追い払う牽制用にとどまっていた。例として74式戦車の試作段階では車内からリモコンで操作する対空機銃がテストされたが、機銃用ペリスコープの狭い視界からは精密射撃が期待できず費用対効果が低いと判断され、量産型では採用されなかった。
装甲兵員輸送車に自衛用として装備される機銃を車内から操作できるように設計された例もあるが、制御装置が未発達であったため命中精度は低く、機銃手の安全を確保するという意味合いが強かった。例として73式装甲車や96式装輪装甲車は銃塔を車内から操作可能であるが、NBC環境下での戦闘を考慮した結果であり、照準はペリスコープごしであるため精密射撃は不可能であった。ディンゴ (装甲車)には潜望鏡を利用した機械式の兵装ステーションが搭載されているが視界が狭いため、カメラを搭載したRWSへの更新を予定している。
後に光学機器や制御装置などが進化すると精密射撃が可能となり、狙撃が可能な対人・対空機銃など期待されていた用途に加え、搭載カメラのズーム機能や暗視装置により偵察・監視任務にも利用できるようになった。また現代では無人航空機の対策として搭載される例もあり、インド陸軍はアージュン主力戦車をMk-IIにアップデートした際、主砲同軸機銃とは別に砲塔上部の機銃をRWS化している。
搭載される火器は、歩兵や小型の無人航空機など軟目標対策として5.56mmを使う軽機関銃を搭載した物から、30mmクラスの機関砲を搭載した砲塔に近いものまで存在する。
RWSは一種の軍事用ロボットであり、走行中でも標的を照準に捉え続ける機能が実現されている。現代では艦船に搭載されるCIWSのような飛来するミサイルを迎撃するアクティブ防護システムとしての機能、敵の攻撃を感知し照準・反撃を行う自律システム化が研究開発されている。

## 構成
架台
照準装置と武装が通常は360度全周旋回と俯仰が可能な架台に取り付けられる。基台より下の給弾機構を省けるものが多い。オプションでスタビライザーが付くものもある。
武装
以下の兵器の1つ、または複数が、照準用光学機器と同軸に架台上に備えられる。既存の火器を小改造した物が多い。
- 機関銃[注 2][注 3]
- 機関砲[注 4]
- 自動擲弾発射機[注 5]
- ロケット弾発射器
- 対戦車ミサイル発射器[注 6]
- 対空ミサイル発射器[注 7]

発煙弾発射機
RWSのシステムと一体化しオペレータが任意で発射できるものもある。
撮影照準用光学機器
TVカメラで撮影した映像を車内のディスプレイに表示して照準操作する。レーザー距離測定機を持つものもある。
車内操作装置
車内から照準・発射操作を行う。

## 特徴
長所
- 小型であるため装甲戦闘車両の上部に積載可能。
- 銃砲自体は信頼性の高い既存の機種を流用できる。
- オペレータは比較的安全な位置で操作できる。
- 多様な型が比較的簡単に作れる。さまざまな場所に取り付けられるように汎用性を考慮した設計がなされている。
- モーターで姿勢を制御することにより仰角が大きく取ったり[4] 指定位置で固定が可能。高性能のスタビライザーを備えた機種では、人間が目視で直接操作するより射撃精度が向上する。
- カメラ画像である。
  - 車内で録画・再生が可能。
  - ズーム・パンだけでなく、赤外線、光量増感などの機能を有する機種が多い。
  - 高機能なFCSの中には照準と同時に測距、スタビライザーと連動が可能。
  - ディスプレイを増やせば多くの乗員によって同時や交代で周囲視察が行なえる。外部への無線伝送の可能性もある。

短所
- 重量物を載せているため銃座の回転速度は人間の首や眼球の運動よりも遅い。このため周囲を素早く一覧したり射線以外を一瞬だけ見るなど、広範囲を素早く索敵することができない。カメラを増設すればコストが上昇する。
- 電力を失うなど作動不能時のバックアップが乏しい。
- 露出している電子光学機器や配線、銃砲の機関部や給弾部は銃弾や破片、自然気候によって容易に損傷を受け、故障も起きやすい。
- 制御装置と電子光学機器がある分、単なる銃架よりも高価である。またスタビライザーなどのオプションを追加すれば価格が上昇する。
- オペレータと整備員には機種ごとに訓練が必要で新たな教育コストが発生する。
- 台座に載った火器と光学装置が車両の上に突き出しているため、視察・射撃方向が遠距離からでも容易に判る。

## 新たな状況
従来、戦場後方で使用される軍用車両にはそれほど武装は求められず、せいぜいピントルマウントと呼ばれる棒状の銃架に機関銃が1丁付いている程度だったが、20世紀末からは機動力が増し、空陸一体で戦う兵器の登場で、固定的な前線が意味を失い、従来の後方部隊であっても戦闘に巻き込まれる可能性が高くなった。
また、国軍同士が戦う従来型の戦争や紛争に代わって、ゲリラとの戦闘や治安維持的な任務が求められるようになり、従来の最前線で戦う戦車など装甲戦闘車両と後方補給活動で使われるトラックのような非装甲の輸送用車両との中間的、または両方の機能が求められるようになった。
こういった状況に対応して、従来型の兵員輸送車や、ある程度装甲を備えた輸送的な任務がこなせる車両へ適度な武装能力を与えるためにRWSは開発された。RWSは、棒だけの銃架で車長が肩から上を車上に曝して機関銃を射撃するものと、1人や2人程度の有人砲塔によって機関砲で砲撃するものとの、中間的な武装であるといえる。

## 今後

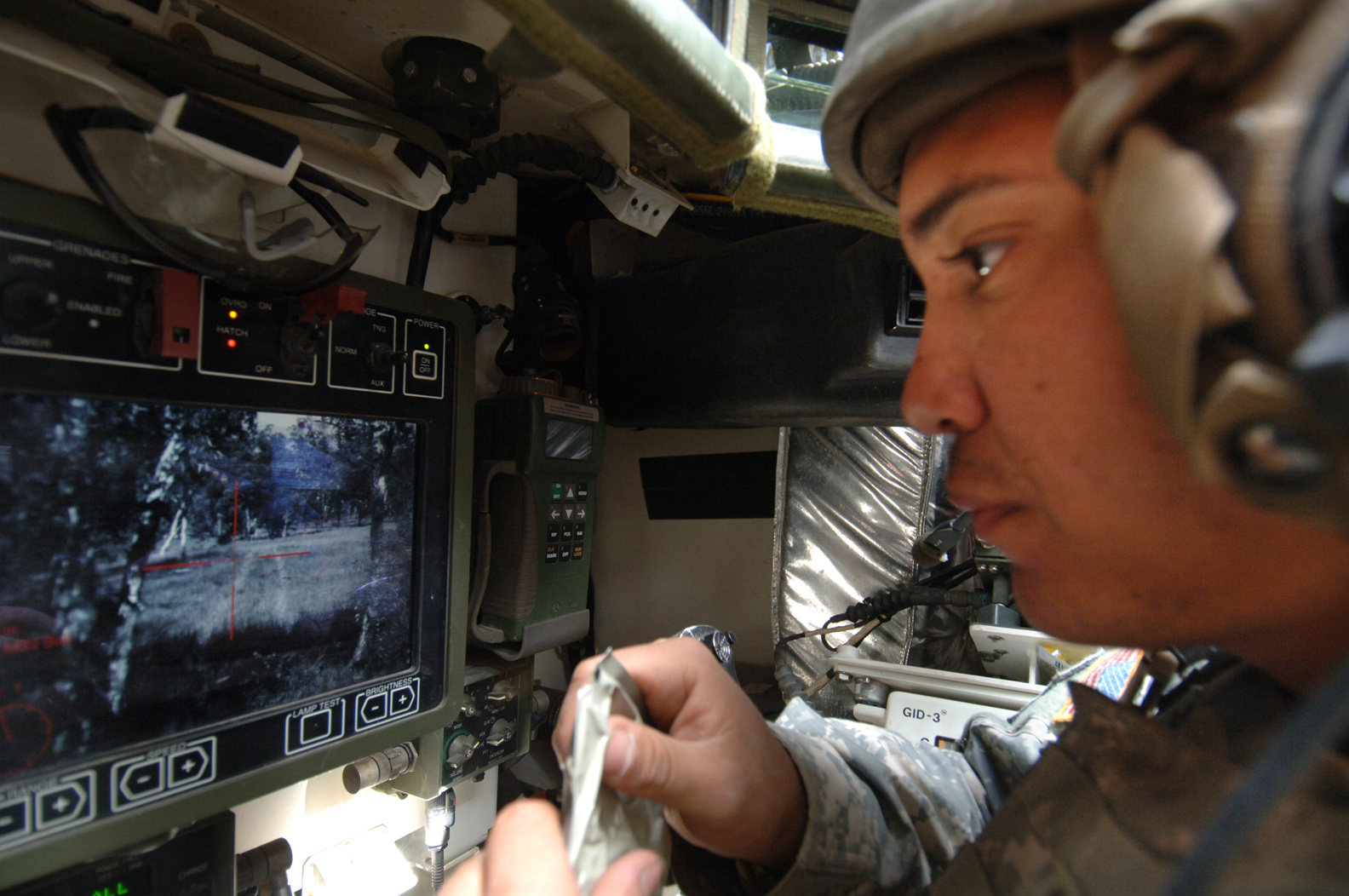
ストライカーの車内でM151 RWSを操作するオペレータ

- RWSは大型のものでも有人の砲塔に比べ、砲手や車長が収まるバスケット部が車内へ突き出さないため空間の効率が高い、車体上部に砲塔リングを開ける改設計や工作の規模が小さく装備化と選択の自由度が高い、砲塔の人員を守るための装甲を省けるといったメリットが少なくなく、歩兵戦闘車など本格的な装甲戦闘車両へも採用が拡大しつつある。[注 9]
- CIWSのような完全に自律した迎撃モード、索敵・照準を自動化し人間は引き金だけを制御する半自動モードなどを任意に切り替えることが出来れば、オペレータは判断や許可のみに集中できるため負担が減る。これらは車両で牽引できるサイズとしては実現している（VADS）。
- 自動擲弾発射機も擲弾の空中炸裂機能に対応して、レーザー距離計を含むFCSの指示で信管設定装置が擲弾の空中炸裂モードを設定するよう開発・装備が進められている。
- スタビライザーは依然としてオプション扱いであるが、射線が安定化されていなければ停車時以外に正しく照準して射撃できないため、標準装備となる可能性がある。
- M2 12.7mm重機関銃とMk19 Mod3 40mm自動擲弾発射機の中間的な弾道をとる、XM307 ACSW（advanced crew served weapon）を開発した。このASCWは、銃身など4つの部品交換でXM312 12.7mm重機関銃になる[4]。

## 画像

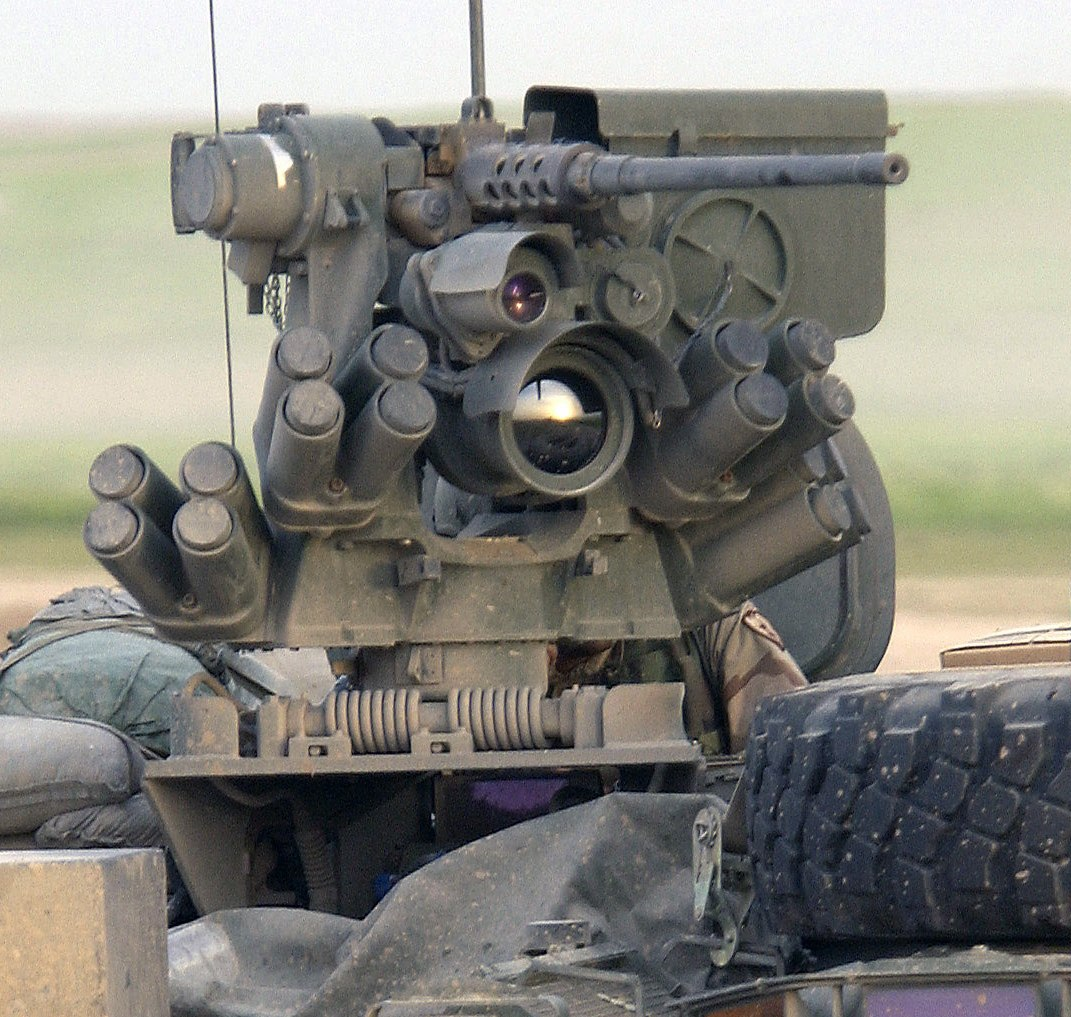
ストライカーに装備されているM151 プロテクターRWS。 M2重機関銃の下に操作用カメラが見える
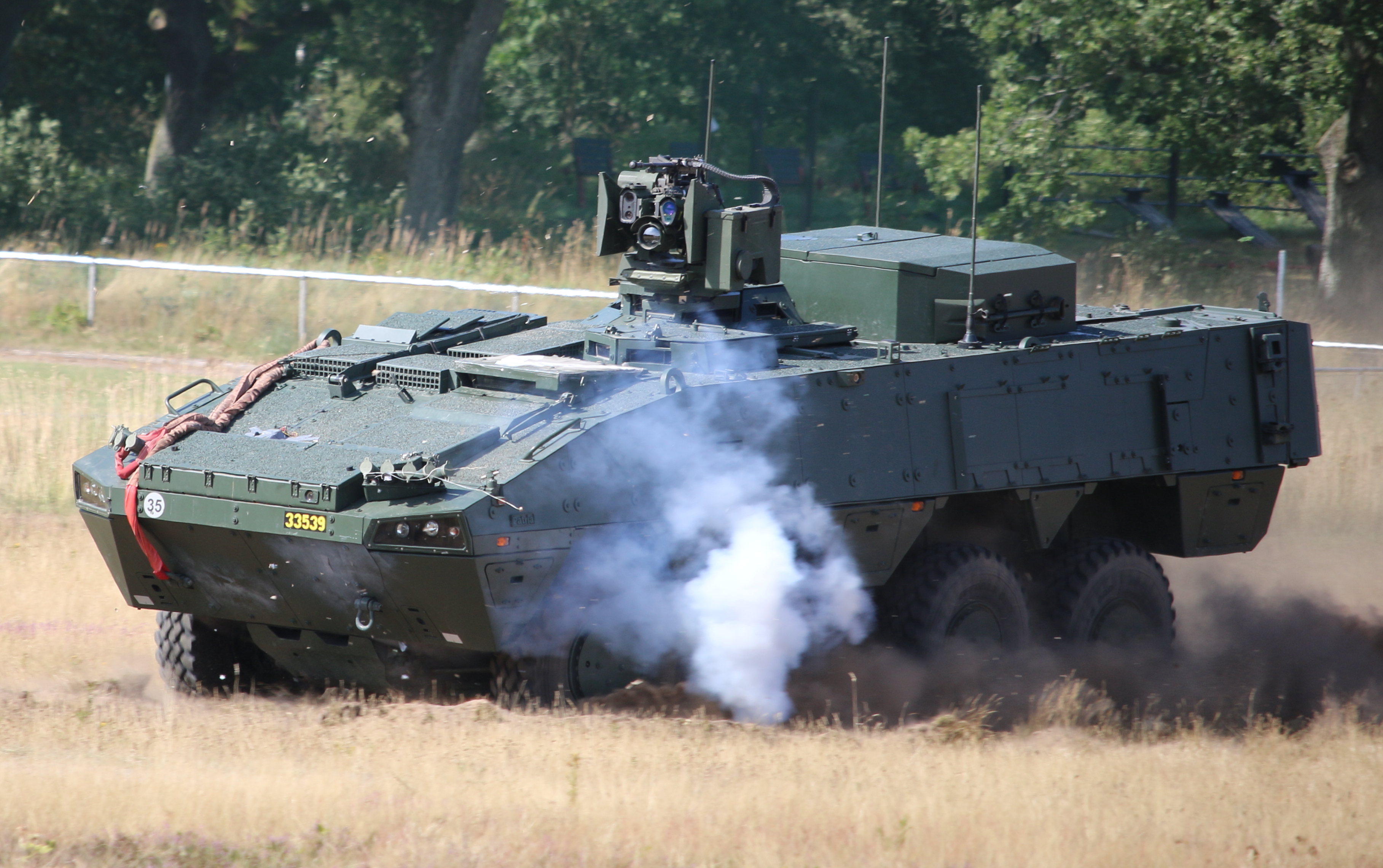
スウェーデンのAMVに搭載されたRWS
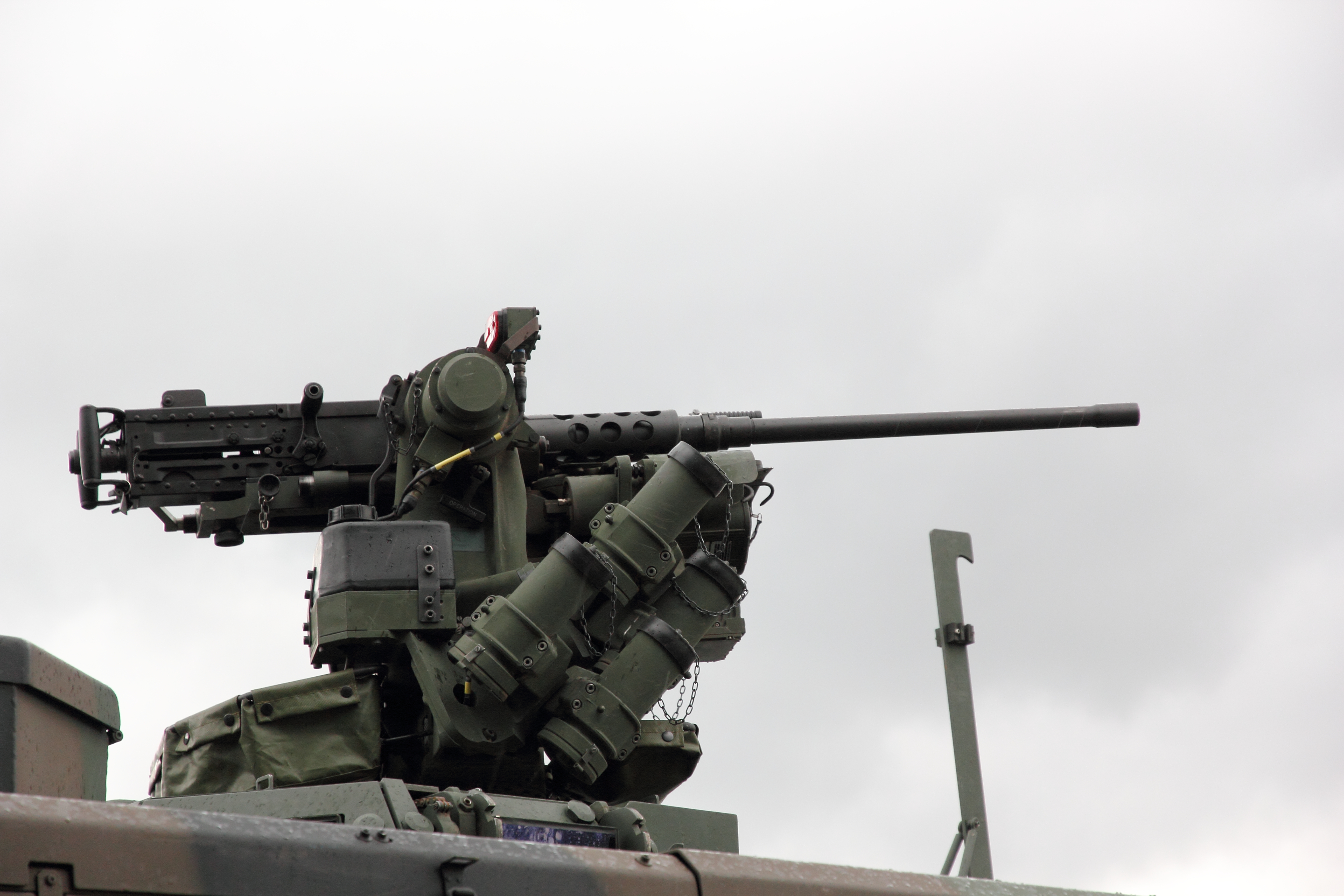
フィンランドのAMVに搭載されたRWS
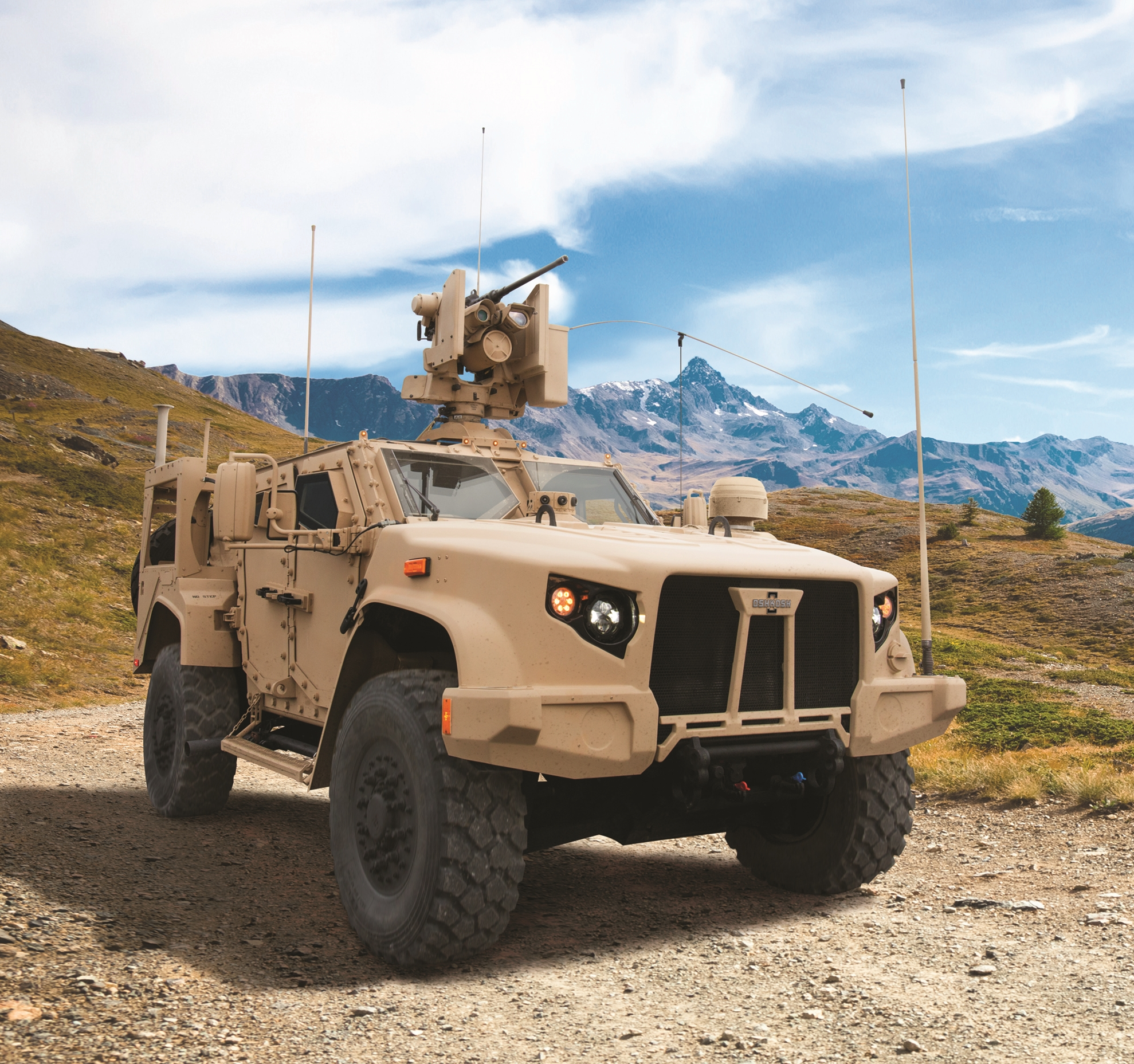
M153 CRWS IIを搭載したL-ATV (JLTV)。
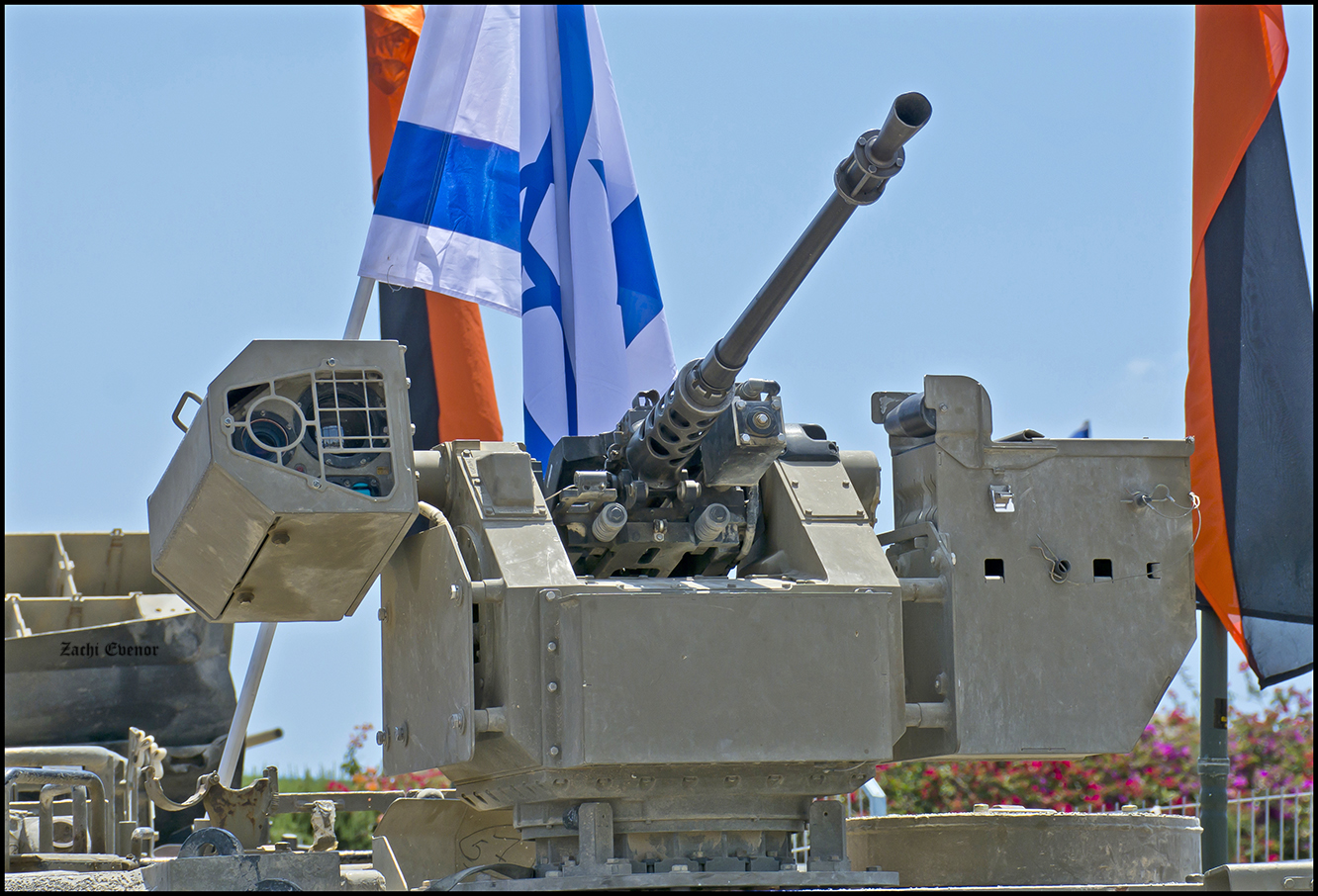
イスラエル陸軍のプーマ戦闘工兵車に搭載されたエルビット ドラコニス。
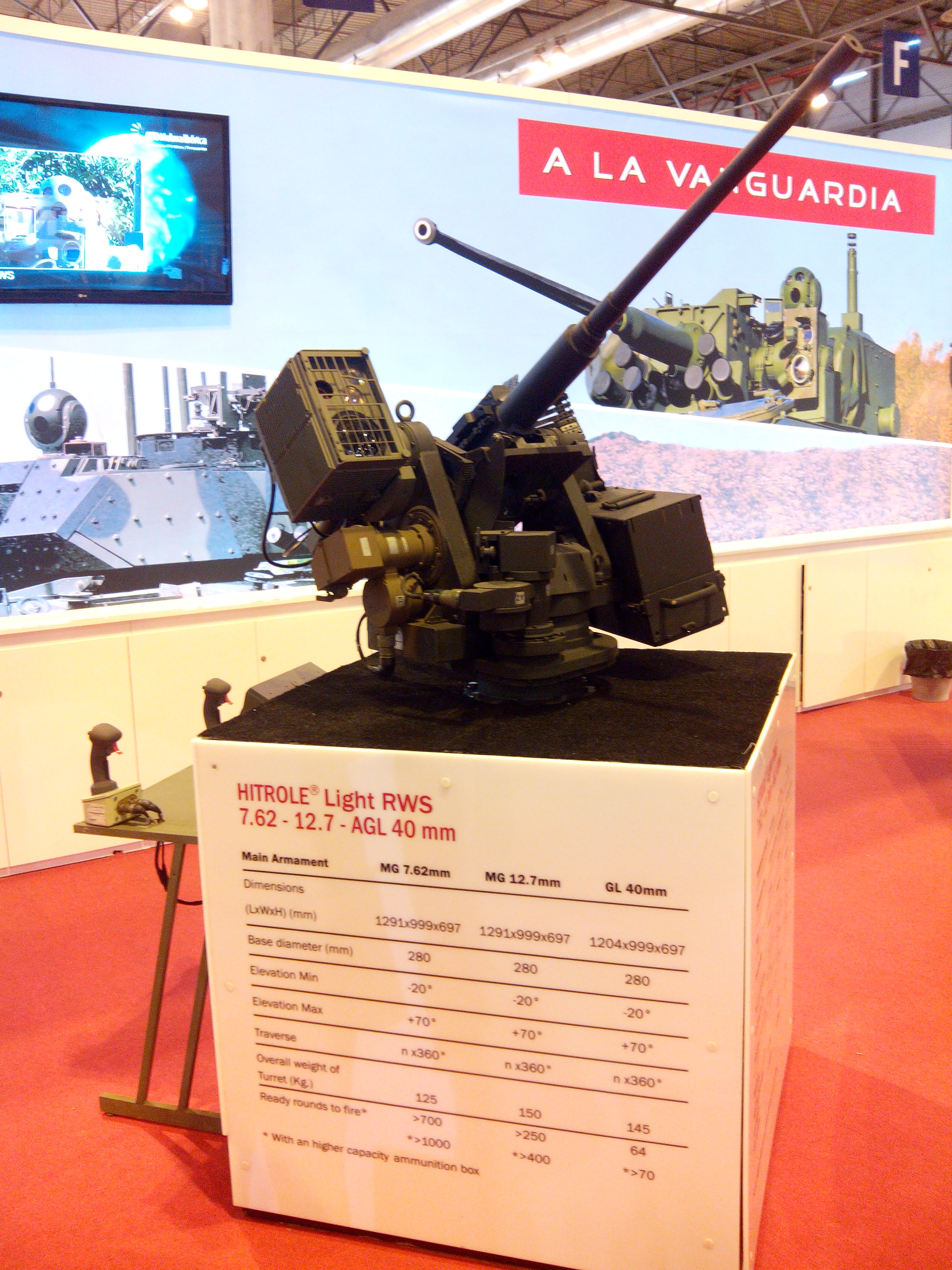
イタリアのオート・メラーラが開発したヒットロール
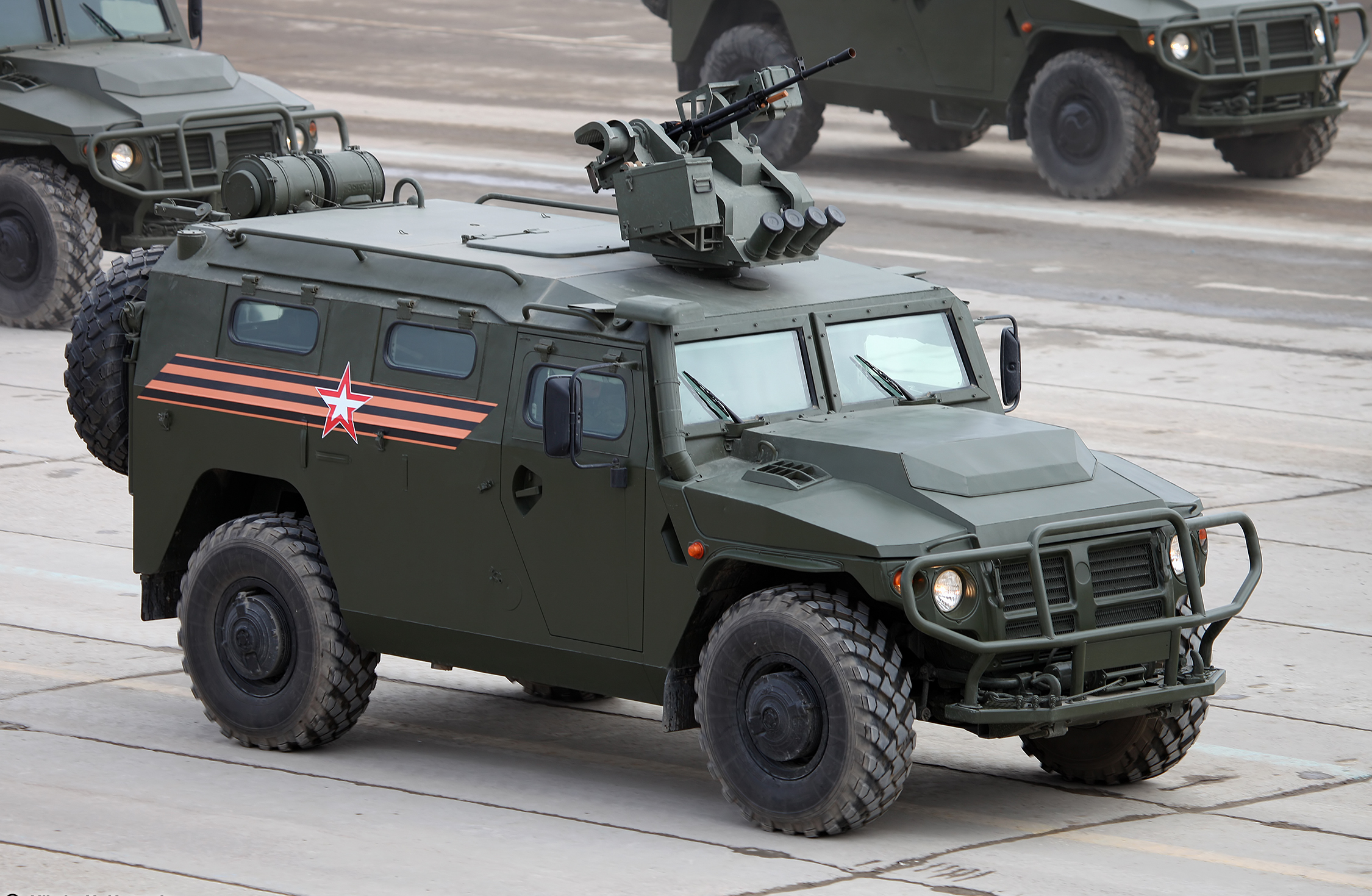
ティーグルMに搭載されたアルバレット-DM（ロシア語版）。RWS後部のハッチから身を乗り出し銃座としても使える。
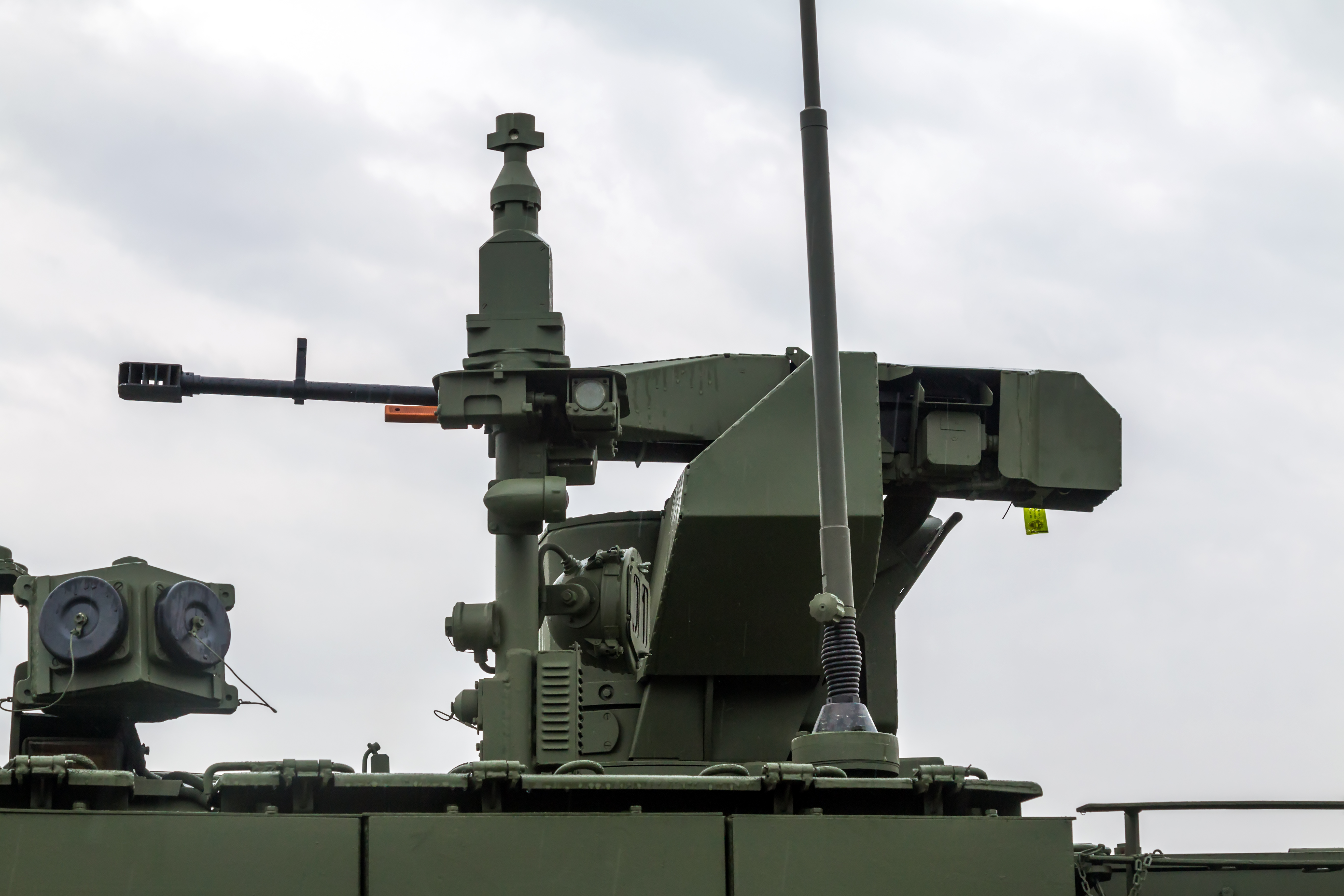
RWSを搭載したロシア軍のT-90M。
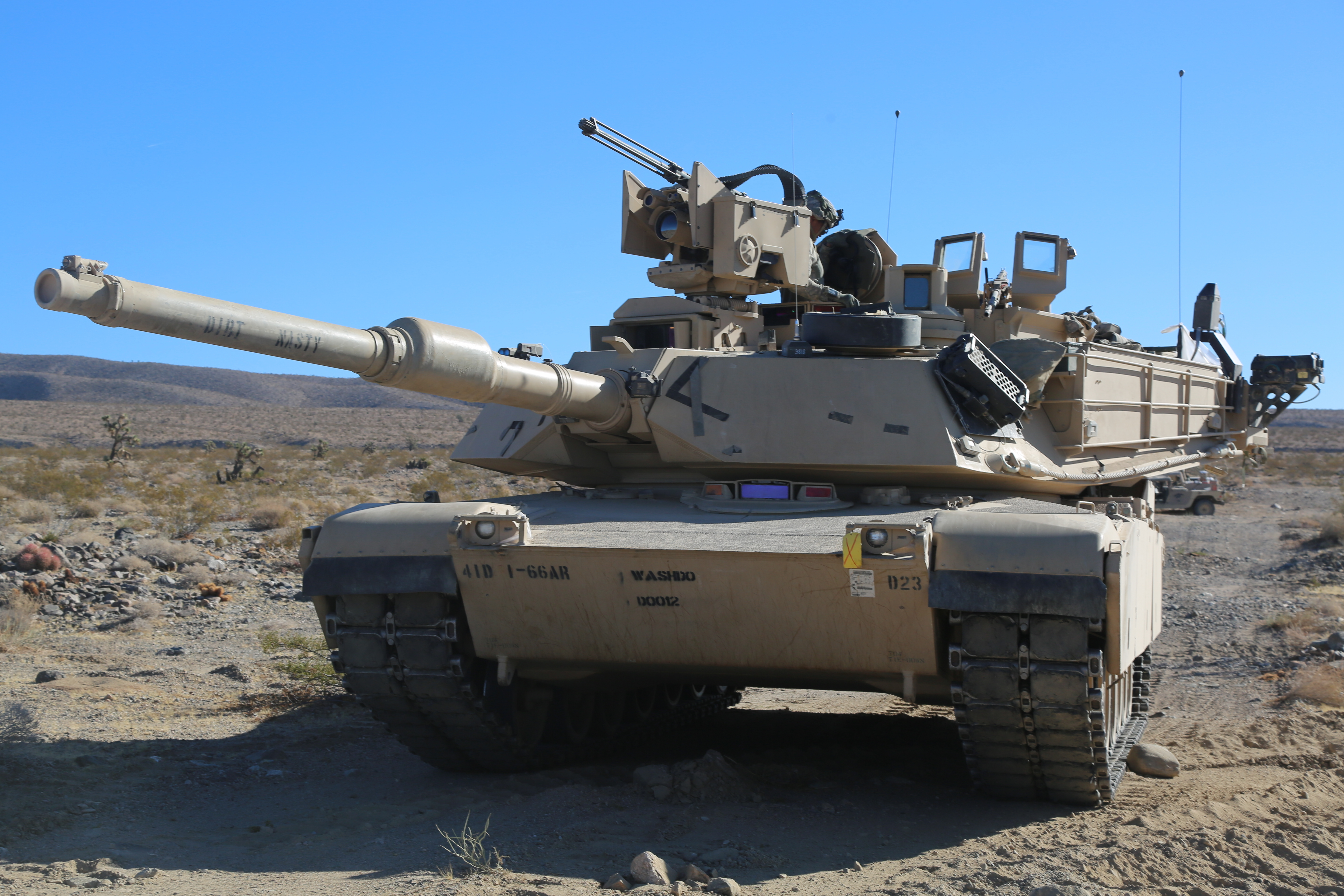
RWSと有人銃座（OGPK）を併設したM1エイブラムス。

## 各国のRWSの例
ノルウェー
- プロテクター RWS

 イスラエル
- OWS
- サムソン RCWS
- タイフーン
- エルビット ドラコニス

 イタリア
- ヒットロール
- ヒットフィスト
- ライオンフィッシュ[5]

 トルコ
- Koralp[6]

 イギリス
- エンフォーサー
- SWARM

 アメリカ合衆国
- CROWS / CROWS II
- RIwP（Reconfigurable Integrated-weapons Platform）

 チェコ
- GLADIUS 12
- GLADIUS MINI

 ロシア
- アルバレット-DM（ロシア語版）
- ブーメランク-BM

 日本
- 水上艦艇用機関銃架（遠隔操作型）

 ウクライナ
装甲兵員輸送車・歩兵戦闘車用（無人砲塔）
- シュクヴァル (RWS)（ウクライナ語版）
- シュトゥルム (RWS)（ウクライナ語版）
- スティレット (RWS)（ウクライナ語版）
- パルス (RWS)（ウクライナ語版）
- グリム (RWS)（ウクライナ語版）
- スパイス (RWS)（ウクライナ語版）
- デュプレット (RWS)（ウクライナ語版）
- BAU 23×2（ウクライナ語版）

軽装甲車両用
- サルマート (RWS)（ウクライナ語版）
- タイパン (RWS)（ウクライナ語版）

水上艦艇用
- KAU-30M（ウクライナ語版）

 オーストラリア
EOS社製Rシリーズ
- R400S
- R500[7]

## 車両以外

### 艦船

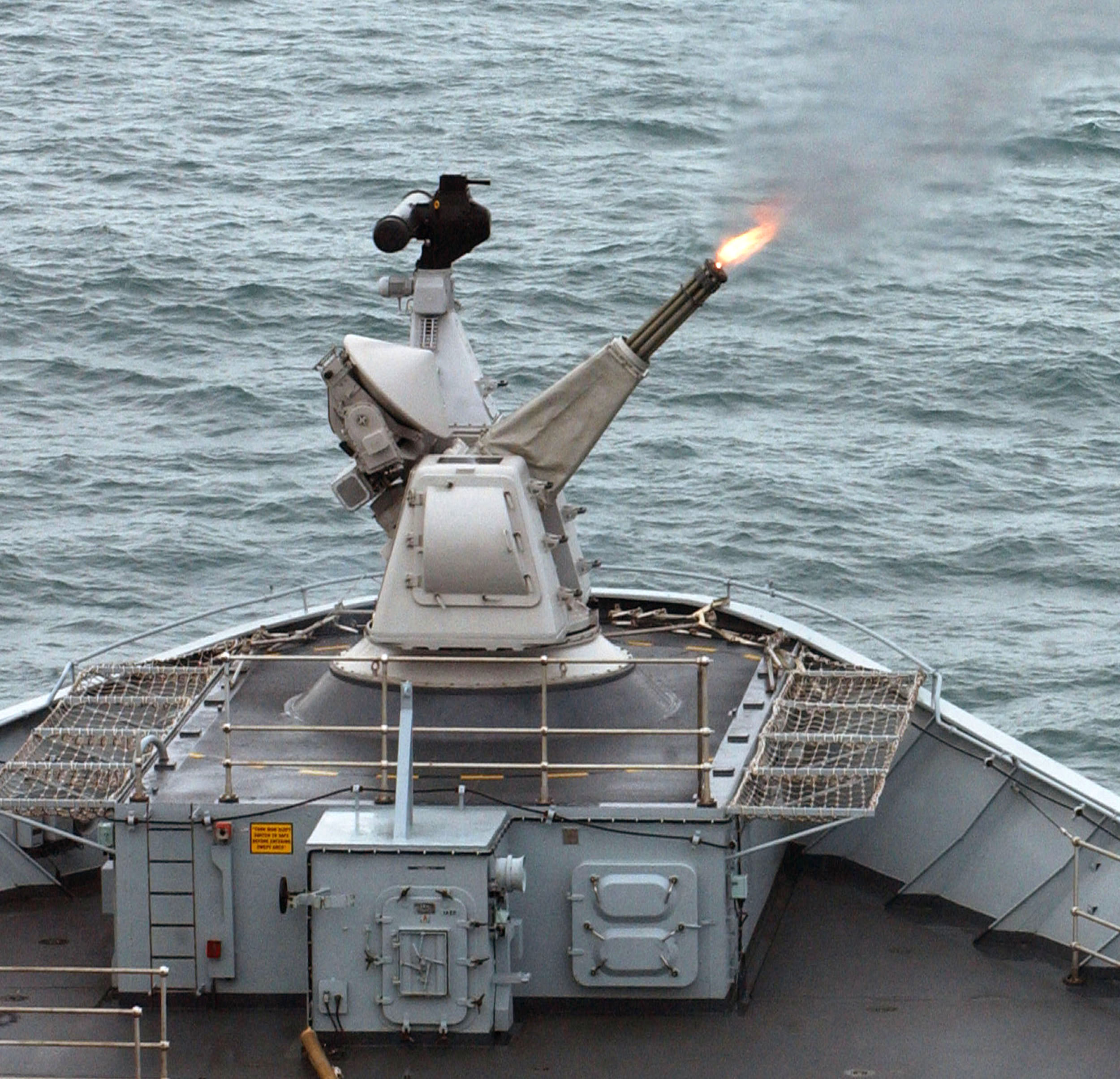
ゴールキーパーCIWS

艦船が搭載する対空防御用の機銃は当初有人であったが第二次世界大戦後には遠隔操作式の研究が進み、航空機だけでなく対艦ミサイルへの防護手段としてファランクスのような自律した防御システム（CIWS）が普及している。また主砲も、甲板下弾薬庫からの装填から砲の操行まで自動化された無人砲塔が主流化している。
巡視船などに搭載される小型の砲塔も遠隔操作式であるが、射撃指揮システムの進化により、波の高い外洋においても船舶の特定部位を狙う程度の命中精度が実現している。例として 海上保安庁の使用するRFSは3メートル以上のうねりがある海象状況でも十分な命中精度を発揮した。

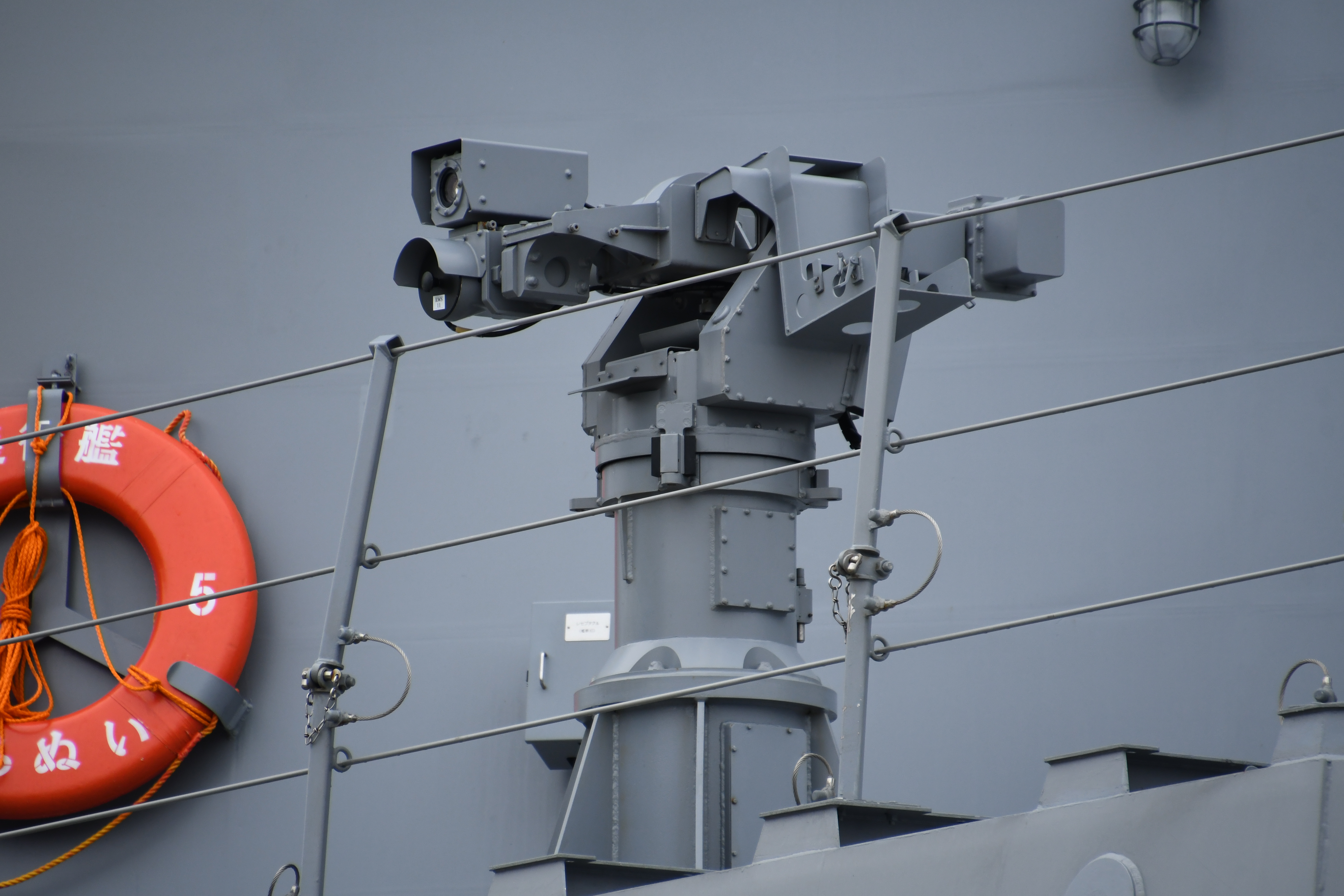
護衛艦しらぬいに装備された国産RWS「水上艦艇用機関銃架（遠隔操作型）」

この他、米イージス艦「コール」への自爆テロ事件以後、長距離戦向けのミサイルやレーダーが使えない港湾部などでの近接迎撃戦用として機銃や機関砲などの増備が進みつつあり、既存のMk 38 25 mm 機関砲などの遠隔操作化や、陸上むけRWSからの転用、より大型の艦載用RWSなどの開発がトレンドとなっている。

### 航空機

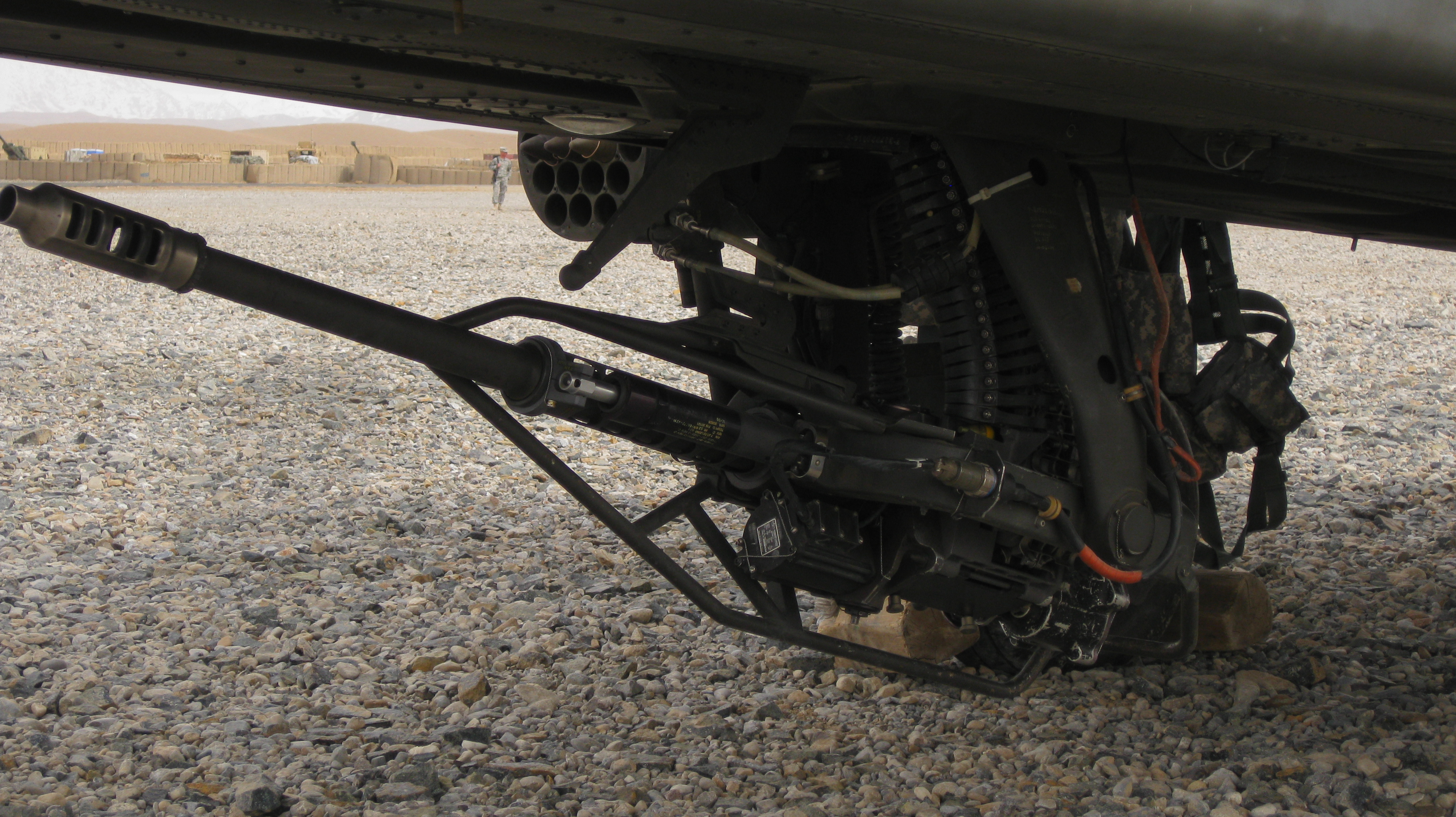
AH-64の機首下に搭載されたM230機関砲

大型爆撃機の防御用銃座は当初有人であったが、与圧するため銃眼を開けられなかったB-29で遠隔操作式が採用された。攻撃ヘリコプターに広く採用されている旋回式機銃・機関砲も機能的にはRWSの一種である。
アメリカ海兵隊向けのMV-22には電子・赤外線センサを備えたターレットからの情報を機内の液晶ディスプレイで確認し、コントローラでM134を載せたターレットを操作するIDWS（Interim Defense Weapon System）の搭載が予定されている。

### 地上設置
飛行場や陣地の防空用として、対空機関砲（VADS）や対空ミサイル（アイアンドーム）で迎撃する機材を車両で牽引できるサイズにまとめたシステムが利用されている。
韓国のサムスンSGR-A1のように国境警備の監視哨などに配置するカメラやセンサーにさらに武装を追加したRWS化することも検討されている。
ウクライナ軍ではクラウドファンディングにより開発資金を調達し、Steam Deckでコントロール可能なプラットフォーム「Sabre」を導入している。車両への搭載も可能で、銃器は汎用品を流用出来るほかカメラのみを搭載し監視任務にも利用できる。